# Петрушинська сільська рада
Петру́шинська сільська́ ра́да — орган місцевого самоврядування у Чернігівському районі Чернігівської області. Адміністративний центр — село Петрушин.

## Загальні відомості
Петрушинська сільська рада утворена в 1919 році.
- Територія ради: 48,098 км²
- Населення ради: 741 особа (станом на 2001 рік)

## Населені пункти
Сільській раді підпорядковані населені пункти:
- с. Петрушин

## Склад ради
Рада складається з 12 депутатів та голови.
- Голова ради:
- Секретар ради: Ганнущенко Тетяна Олексіївна

### Керівний склад попередніх скликань
| ПІБ                            | Основні відомості                                                                      | Дата обрання | Дата звільнення |
| ------------------------------ | -------------------------------------------------------------------------------------- | ------------ | --------------- |
| Литвиненко Михайло Миколайович | Сільський голова, 1945 року народження, освіта вища, безпартійний                      | 26.03.2006   | 31.10.2010      |
| Литвиненко Михайло Миколайович | Сільський голова, 1945 року народження, освіта вища, член Комуністичної партії України | 31.10.2010   | 24.05.2014      |

Примітка: таблиця складена за даними джерела

### Депутати
За результатами місцевих виборів 2010 року депутатами ради стали:

#### За суб'єктами висування
| Суб'єкт висування           | Кількість обраних депутатів | %    |
| --------------------------- | --------------------------- | ---- |
| Партія регіонів             | 6                           | 50   |
| Народна партія              | 5                           | 41,7 |
| Комуністична партія України | 1                           | 8,3  |

#### За округами
| № округу                    | Прізвище, ім'я, по батькові      | Дата визнання обраним | Освіта             | Партійна приналежність | Відомості про обраного депутата         |
| --------------------------- | -------------------------------- | --------------------- | ------------------ | ---------------------- | --------------------------------------- |
| Комуністична партія України |                                  |                       |                    |                        |                                         |
| 6                           | Пархоменко Катерина Василівна    | 01.11.2010            | середня спеціальна | позапартійна           | Петрушинський ФП, фельдшер              |
| Народна Партія              |                                  |                       |                    |                        |                                         |
| 5                           | Батухно Ольга Дмитрівна          | 01.11.2010            | середня            | член Народної партії   | Магазин ПП, продавець                   |
| 7                           | Селівон Ніна Василівна           | 01.11.2010            | середня            | член Народної партії   | пенсіонер                               |
| 8                           | Деревянко Зінаїда Петрівна       | 01.11.2010            | середня            | член Народної партії   | тимчасово не працює                     |
| 9                           | Лавриненко Лариса Леонідівна     | 01.11.2010            | середня            | член Народної партії   | Петрушинська с/рада, техпрацівник       |
| 12                          | Березняцька Тамара Олександрівна | 01.11.2010            | середня            | позапартійна           | Сільський клуб с. Петрушин, завідувачка |
| Партія регіонів             |                                  |                       |                    |                        |                                         |
| 1                           | Ганнущенко Тетяна Олексіївна     | 01.11.2010            | середня спеціальна | член Партії регіонів   | Петрушинська с/рада, секретар           |
| 2                           | Шихуцька Валентина Василівна     | 01.11.2010            | середня            | член Партії регіонів   | тимчасово не працює                     |
| 3                           | Тарасевич Ніна Петрівна          | 01.11.2010            | середня спеціальна | член Партії регіонів   | Петрушинська с/рада, гол.бухгалтер      |
| 4                           | Резлер Марина Степанівна         | 01.11.2010            | середня            | член Партії регіонів   | пенсіонер                               |
| 10                          | Крикол Людмила Дмитрівна         | 01.11.2010            | середня спеціальна | член Партії регіонів   | Петрушинська с/рада, касир              |
| 11                          | Немченко Тетяна Володимирівна    | 01.11.2010            | середня            | член Партії регіонів   | Петрушинське від.зв'язку, поштар        |